# Nandito Ako
Nandito Ako (em português: Estou Aqui) é uma compilação da cantora mexicana Thalía, lançado em 28 de janeiro de 1997, pela EMI Latin e OctoArts EMI. O álbum foi lançado com exclusividade nas Filipinas, onde Thalía conquistou adeptos após o sucesso da novela Marimar no país. A faixa-título do álbum foi originalmente tocada por Ogie Alcasid. O disco fez sucesso e foi certificado com três discos de platina, tornando-se um dos álbuns mais vendidos no país. Dez anos depois, em 2007, foi relançado e incluiu a faixa "Marimar" como bônus.

## Antecedentes e composição
Nandito Ako foi lançado pelo selo musical OctoArts EMI e foi a primeira vez de Thalía cantando em tagalo. Com este álbum, Thalía se tornou a primeira e única artista latina com um álbum gravado principalmente em tagalog. O produtor executivo do álbum é Ricky R. Ilacad e metade das canções são cantadas em inglês e a outra metade em tagalo. O disco contém cinco canções do quarto álbum de estúdio de Thalía, En éxtasis (1995), mas quatro delas não estão em seu idioma original, o espanhol. "María la del Barrio" e "Juana" são apresentados em versões em tagalo, enquanto "Quiero Hacerte El Amor" e "Gracias a Dios" são apresentados em versões em inglês. "Amándote" foi incluída em sua língua original, mas de forma remixada. Há também covers das canções "Tell Me" (originalmente tocada por Joey Albert), "Hey, It's Me" (originalmente por Jamie Rivera) e "El Venao" (originalmente por Los Cantantes). Algumas das faixas que foram lançadas anteriormente na América Latina e regravadas para este álbum ainda mantêm algumas das letras e vocais de apoio em espanhol (exceto para "El Venao" / "Chika Lang", que tem um novo instrumental e vocais de apoio em tagalo) A faixa-título "Nandito Ako", que foi seu primeiro single lançado nas Filipinas, foi gravada após um grande show no país.

## Recepção comercial
O álbum vendeu 40.000 nas Filipinas, após a primeira semana de seu lançamento. Eventualmente, ele recebeu três vezes o prêmio de platina lá, tornando-o um dos álbuns mais vendidos nas Filipinas.

## Faixas
| N.º | Título                                              | Compositor(es)                                                   | Duração |  |
| 1.  | "Nandito Ako"                                       | Aaron Paul Del Rosario                                           | 4:30    |  |
| 2.  | "I Found Your Love" (Gracias a Dios)                | Juan Gabriel; Versão em Inglês: Alfred Matheus e Joel Duma       | 4:12    |  |
| 3.  | "Tender Kisses"                                     | Viktoria and Rica Arambulo                                       | 4:44    |  |
| 4.  | "Mariang Taga-Barrio" (María la del Barrio)         | Viviana Pimstein e Paco Navarette; Versão em Tagalog: Larry Chua | 4:00    |  |
| 5.  | "Tell Me"                                           | Louie Ocampo                                                     | 3:41    |  |
| 6.  | "Chika Lang" (El Venao)                             | Ramon Orlando Valoy; Versão em Tagalog: Larry Chua               | 5:46    |  |
| 7.  | "You Are Still On My Mind" (Quiero hacerte el amor) | Daniel Garcia e Mario Schajris; Versão em Inglês: Ismael Ledezma | 4:01    |  |
| 8.  | "Amandote" (Remix)                                  | A.B. Quintanilla III and Ricky Vela                              | 3:47    |  |
| 9.  | "Hey, It's Me"                                      | Jamie Rivera and Jimmy Antiporda                                 | 4:25    |  |
| 10. | "Juana" (Versão em Tagalog)                         | Myrna Stella Turner; Versão em Tagalog: Archie Martinez          | 2:48    |  |

| Faixas bônus da nova edição |           |                                  |         |  |
| N.º                         | Título    | Compositor(es)                   | Duração |  |
| 1.                          | "Marimar" | Paco Navarrete; Viviana Pimstein | 3:20    |  |